# Santa Maria in Vallicella
Santa Maria in Vallicella, även benämnd Chiesa Nuova, är en kyrkobyggnad i Rom, helgad åt Jungfru Maria. Kyrkan är belägen i Rione Parione. Vallicella ("liten dal") syftar på den plats på vilken den tidigare kyrkan var belägen. Den nya kyrkan, som konsekrerades år 1599, fick namnet Chiesa Nuova, "Nya kyrkan".

## Kyrkans historia
Enligt traditionen lät Gregorius I (590–604) uppföra den första kyrkan på platsen. Kyrkan nämns i en bulla promulgerad av påve Urban III år 1186. 
Filippo Neri grundade Oratorianernas orden, som godkändes 1575 av påve Gregorius XIII. Sällskapet hade tidigare disponerat kyrkorna San Girolamo della Carità och San Giovanni dei Fiorentini och förlänades nu den något förfallna kyrkan Santa Maria in Vallicella. Inom kort inleddes byggnationen av en ny kyrka, med Matteo di Città di Castello som arkitekt. År 1586 övertogs ansvaret av Martino Longhi den äldre. Även Giacomo della Porta var involverad i kyrkobyggnadens utformning. Fasaden är ett verk av Fausto Rughesi. Kupolen ritades av Pietro da Cortona.
Den 23 april 1689 hölls en begravningsmässa för drottning Kristina i denna kyrka, innan kroppen fördes i procession till Peterskyrkan.
Till vänster om kyrkan är Oratorio dei Filippini beläget. Byggnaden uppfördes efter ritningar av Francesco Borromini. På platsen framför kyrkan står Fontana della Terrina, som skulpterades under Gregorius XIII:s pontifikat.

## Cappella di San Carlo Borromeo

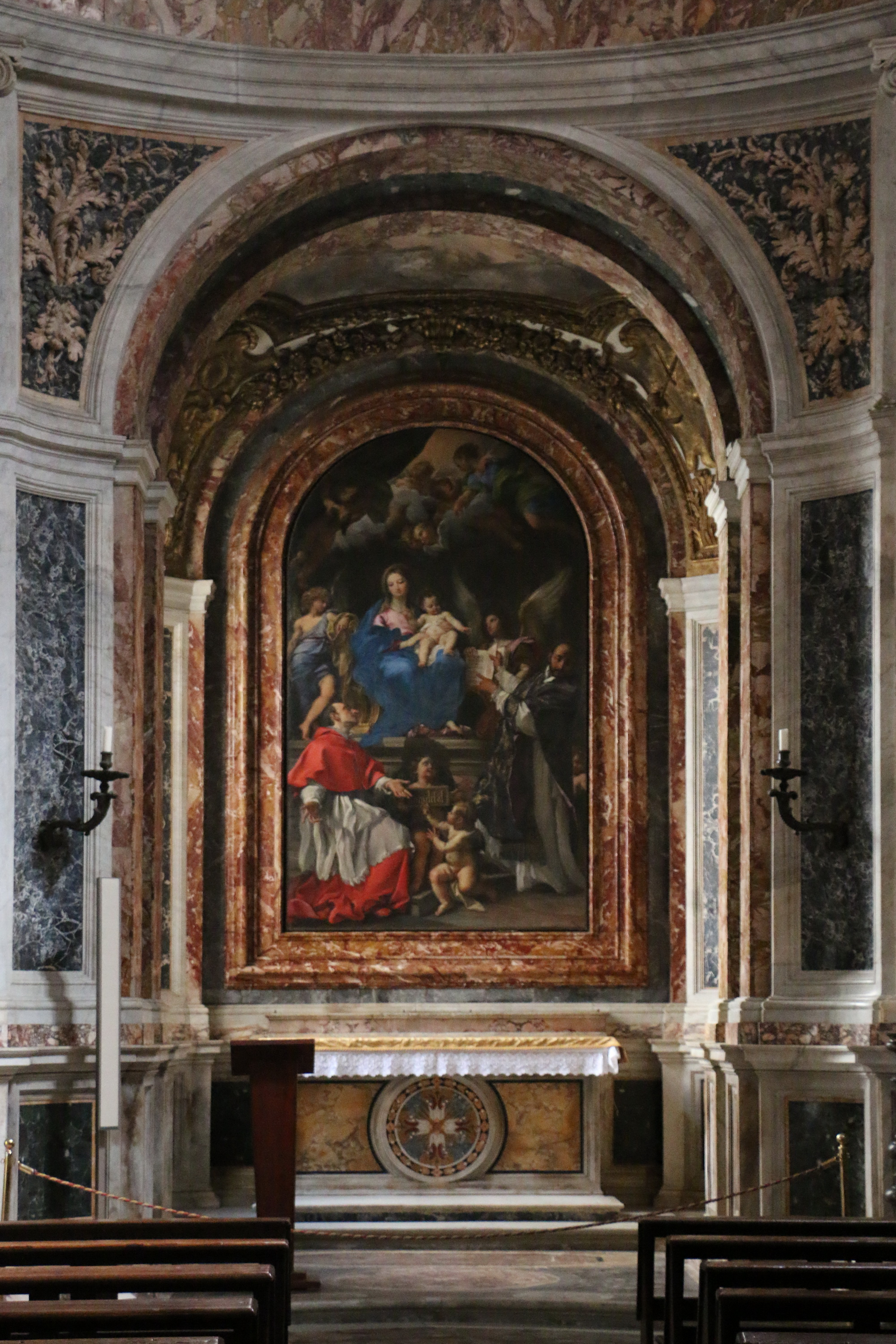
Cappella di San Carlo Borromeo: Tronande Madonna och Barnet med de heliga Carlo Borromeo och Ignatius av Loyola, utförd av Carlo Maratta.

Kapellet till höger om högkoret är invigt åt den helige Carlo Borromeo, som var nära vän till Filippo Neri. Patronatsrätten innehades av markis Orazio Spada (1613–1687), som bekostade kapellets dekoration. Kapellet, vilket invigdes 1679, ritades av Carlo Rainaldi och uppvisar bland annat kolonner och pilastrar i siciliansk jaspis.
Kapellets grundplan med tre utrymmen formgavs av Camillo Arcucci. Det första utgörs av den oktagonala vestibulen, vilken hyser minnesstenar över medlemmar av ätten Spada. I taket i det därpå följande, elliptiska, rummet har Giovanni Francesco De Rossi skulpterat en strålglans med putti och moln i stuck med Carlo Borromeos motto: HUMILITAS. I fyra medaljonger framställs scener ur Carlo Borromeos liv: Attentatet mot den helige Carlo, De heliga Carlo, Filippo Neri och Felice av Cantalice, De heliga Carlo och Filippo i gemensam bön samt Mötet mellan de heliga Carlo och Filippo. I detta rum finns även Cesare Baronius gravmonument. De bägge sidomålningarna Den helige Carlo delar ut allmosor och Den helige Carlo bland de pestsmittade är utförda av Luigi Pellegrini Scaramuccia respektive Giovanni Bonatti.
Själva altarrummet har Carlo Marattas Tronande Madonna och Barnet med de heliga Carlo Borromeo och Ignatius av Loyola från cirka 1685.

## Konstverk i urval
- Pietro da Cortona: Madonnan och den helige Filippo Neri (takfresken)
- Scipione Pulzone: Den korsfäste Kristus (1586)
- Giovanni Lanfranco: Törnekröningen (1621)
- Giovanni Lanfranco: Gisslandet (1621)
- Giovanni Lanfranco: Kristus i Getsemane (1621)
- Michele Koeck: Kristi gravläggning (1800-talskopia av Caravaggios målning med samma namn)
- Girolamo Muziano: Kristi himmelsfärd (omkring 1587)
- Benedetto Piccioli: De heliga Koprete, Alexander och Patermutius[a] (omkring 1624)
- Aurelio Lomi: Berättelser ur Jungfru Marie liv och ur Jesu barndom
- Carlo Maratta: Tronande Madonna och Barnet med de heliga Carlo Borromeo och Ignatius av Loyola
- Peter Paul Rubens: Jungfrun och Barnet omgivna av änglar och keruber (1607)
- Peter Paul Rubens: De heliga Domitilla, Nereus och Achilleus (1607–1608)
- Peter Paul Rubens: De heliga Gregorius den store, Papias och Maurus (1607–1608)
- Pietro da Cortona: Jungfru Marie himmelsfärd (1655–1660) (absidfresken)
- Federico Barocci: Jungfru Marie frambärande i templet (1594)
- Federico Barocci: Jungfru Marie besök hos Elisabet (1583)
- Cristoforo Roncalli: De heliga martyrerna Agnes, Katarina och Cecilia (omkring (1599–1603)
- Cesare Nebbia: Konungarnas tillbedjan (omkring 1578)
- Cavalier d'Arpino: Jesu frambärande i templet (omkring 1627)
- Pietro da Cortona: Den helige Filippo Neri i hänryckning (1636)
- Guido Reni: Den helige Filippo Neri med Madonnan och Barnet (1614)
- Cecco del Caravaggio: Den helige Laurentius

## Bilder

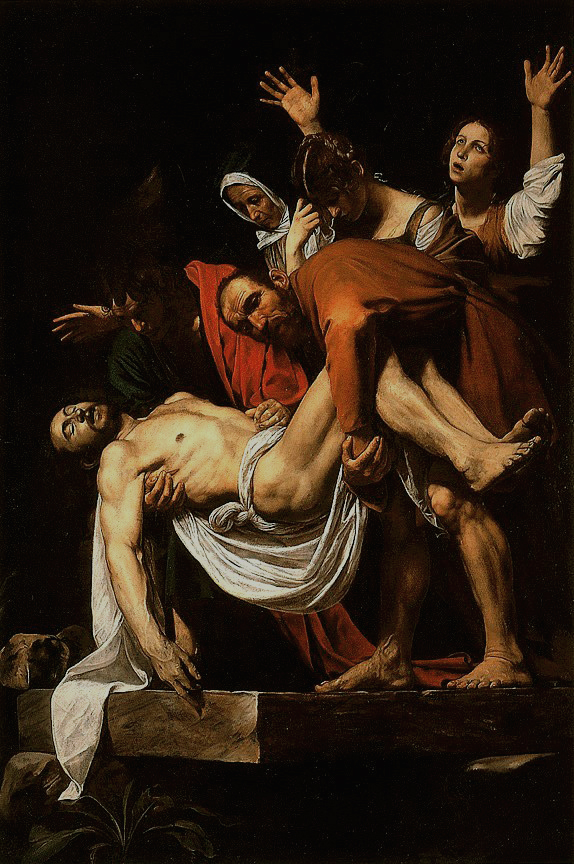
Kristi gravläggning av Caravaggio (nu i Pinacoteca Vaticana)
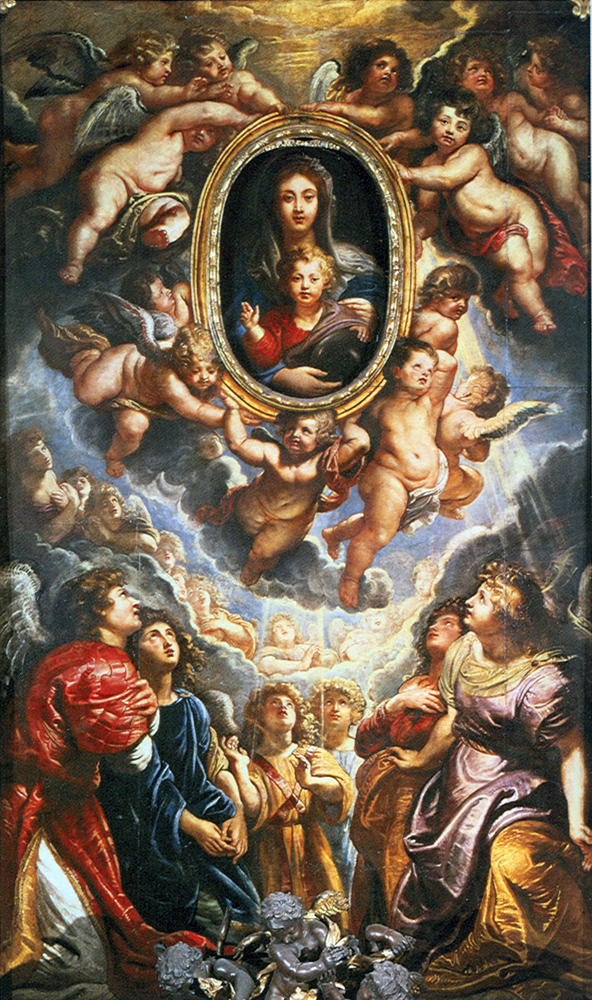
Jungfrun och Barnet omgivna av änglar och keruber av Peter Paul Rubens
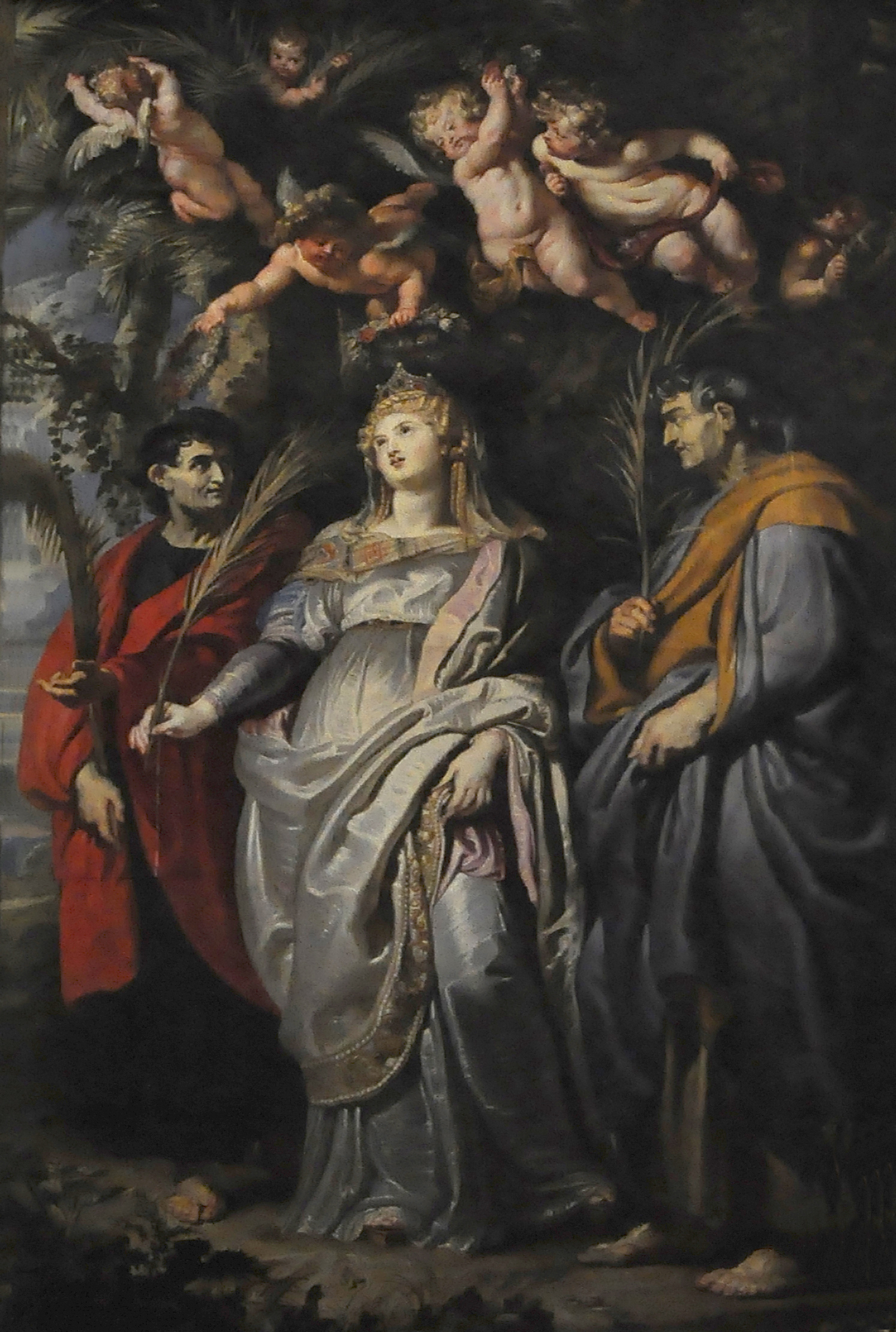
De heliga Domitilla, Nereus och Achilleus av Peter Paul Rubens
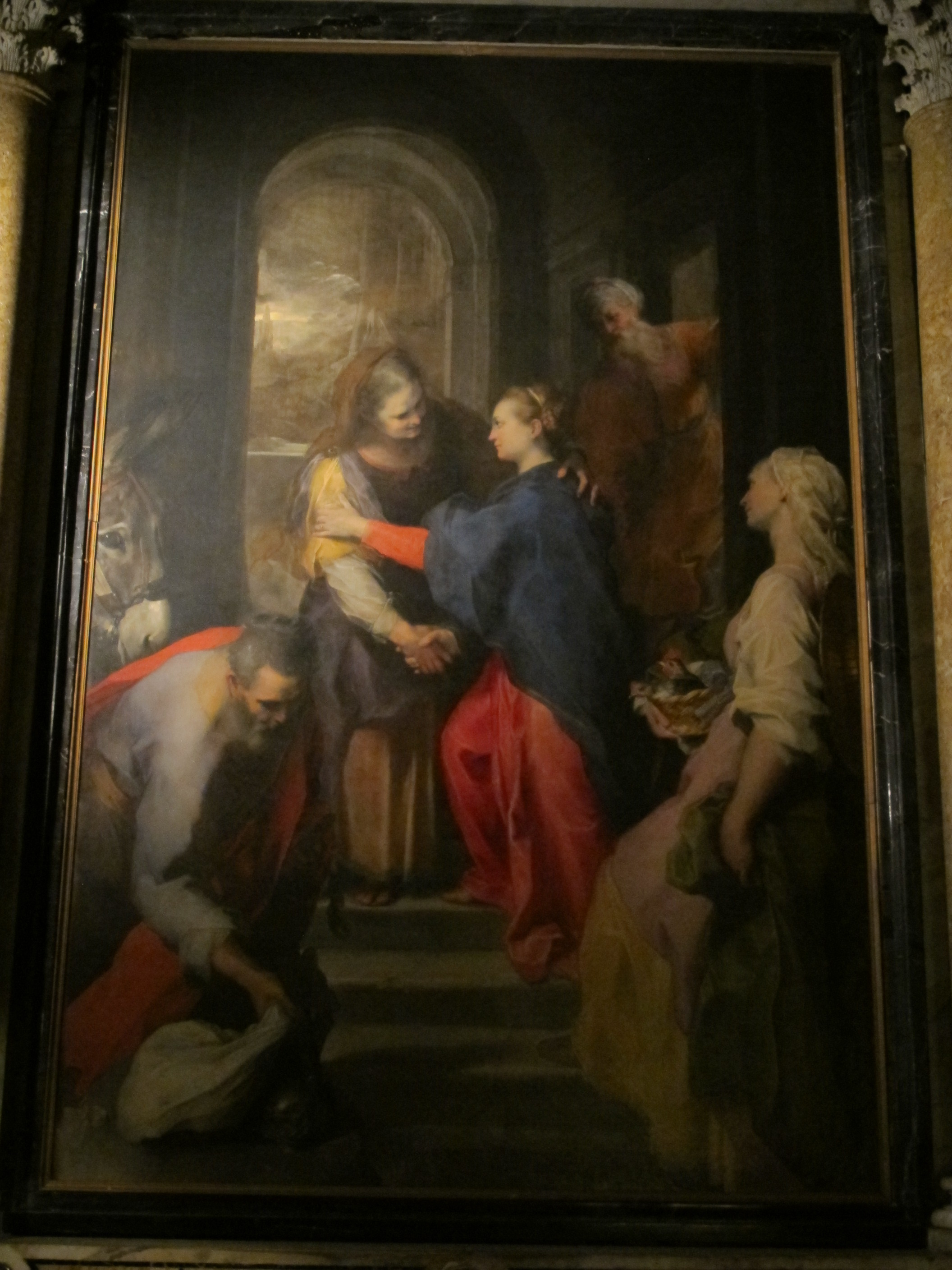
Jungfru Marie besök hos Elisabet av Federico Barocci
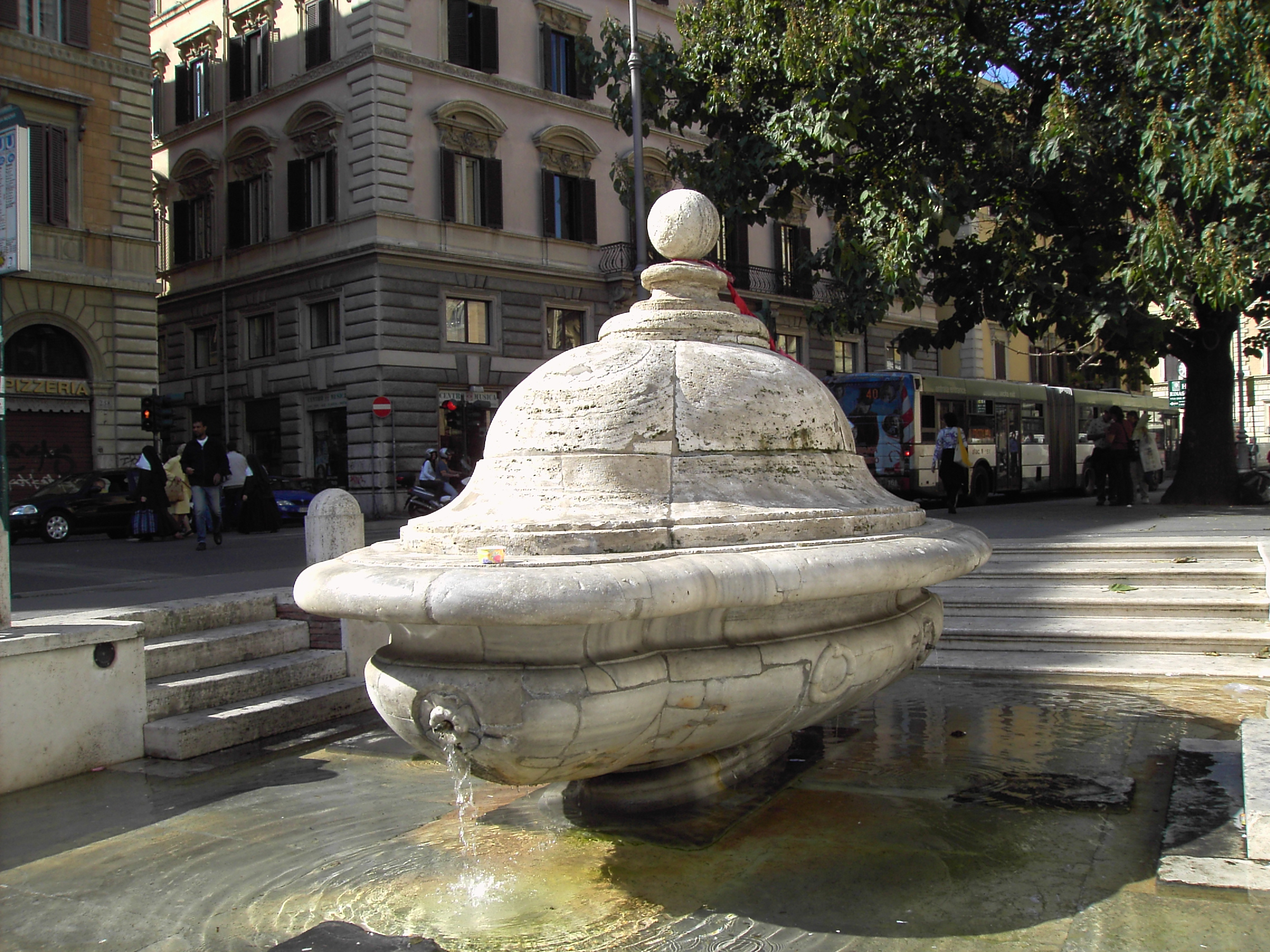
Fontana della Terrina